# Apollonio di Roma
Apollonio di Roma detto Apollonio l'apologista (... – Roma, 185) è stato un martire cristiano. È venerato dalla Chiesa cattolica come santo.

## Agiografia
Apollonio era un illustre personaggio romano, erudito in scienza e filosofia e forse era senatore. Di fede cristiana venne denunciato da un suo schiavo a Perennio, il prefetto del Pretorio. Apollonio fu chiamato a discolparsi delle accuse ma invece affermò la sua fede in Cristo con un'apologia del Cristianesimo. Per questo viene condannato a morte. Apollonio fu martirizzato a Roma nel 185, sotto l'impero di Commodo (161-192).
Le fonti discordano nel modo in cui fu martirizzato, secondo la ‘passio’ greca Apollonio muore dopo lo spezzamento delle gambe,  mentre in quella armena invece viene decapitato.

## Culto
Secondo il Martirologio Romano, il giorno dedicato al santo è il 21 aprile:
(Martirologio Romano)
Nel Medioevo sant'Apollonio fu confuso con altri due santi, Apollo alessandrino e Apollonio martire e venivano venerati insieme il 18 aprile. Nella nuova edizione del ‘Martirologio Romano’ la commemorazione del santo è stata riportata al 21 aprile. Le reliquie del santo sono conservate a Bologna e a Ebora.